# Фрейзер, Брук
Брук Фрейзер (англ. Brooke Fraser; род. 15 декабря 1983, Веллингтон) — новозеландская певица.

## Биография
Старшая из троих детей бывшего игрока сборной Новой Зеландии по регби Берни Фрейзера и его жены Линды. Выросла в Наэнае, пригороде Лоуэр-Хатта в регионе Веллингтон. Брала уроки игры на фортепиано в возрасте от семи до семнадцати лет, начала писать песни в двенадцать лет и научилась играть на гитаре в 16 лет. В 18 лет подписала контракт со звукозаписывающей компанией.
Известность пришла летом 2003 года с песней Better, которая достигла 3-го места в чартах Новой Зеландии. Дебютный альбом What to Do with Daylight занял первое место в чартах Новой Зеландии в ноябре того же года и оставался там более года. В 2004 году переехала в Сидней, где начала сотрудничать с церковью Хиллсонг. Со своим вторым альбомом Albertine в 2006 году смогла закрепить свой успех. Альбом также достиг первого места и оставался в чартах 52 недели, а песня Deciphering Me вошла в пятерку лучших синглов. Затем этот альбом был выпущен в Австралии в 2007 году, а год спустя — в США, где достиг 3-го места в христианских чартах и 90-го места в Billboard 200.
17 марта 2008 года вышла замуж за Скотта Лигертвуда, взяв его фамилию, но продолжила выступать под сценическим псевдонимом Брук Фрейзер. У них две дочери.
В августе 2010 года выпустила песню Something in the Water в преддверии третьего альбома, которая заняла первое место в чартах Новой Зеландии. Альбом Flags занял первое место в октябре, а также достиг 3-го места в Австралии и 4-го места в фолк-чартах США.
Весной 2011 года песня Something in the Water также была выпущена и в Европе, имела особый успех в немецкоязычных странах, войдя там в десятку лучших. В Германии даже получила статус золотого диска. Альбом Flags затем вошел в чарты и поднялся в топ-10.
В 2016 году вернулась с песней Therapy в сотрудничестве с обладателем премии Грэмми Джоэлом Литтлом.
На 60-й церемонии вручения премии «Грэмми» в январе 2018 года получила награду в категории «Лучшее современное христианское музыкальное исполнение/песня» за песню прославления «What a Beautiful Name», которую она написала совместно с Беном Филдингом. По состоянию на октябрь 2022 года песня имела более 458 миллионов просмотров на видеоплатформе YouTube.
Весной 2023 года стало известно, что Брук Лигертвуд получила от церкви Хиллсонг в 2021 году сумму около 1,7 миллиона австралийских долларов. Средства поступали, в том числе, от пожертвований прихожан Хиллсонга. Эту информацию обнародовал австралийский депутат Эндрю Уилки, которому ранее из неназванного источника были переданы внутренние документы данной церкви.